# Gyilkos arany (film, 1924)
A Gyilkos arany (eredeti cím: Greed) 1924-ben bemutatott amerikai némafilm Erich von Stroheim rendezésében. A forgatókönyvet Frank Norris amerikai író McTeague című regénye (1899) alapján Stroheim, Joseph Farnham és June Mathis írta. Stroheim először egy tíz óra hosszúságú filmet készített, majd ezt munkatársaival négy órára rövidítette. A producer közel két órára vágta össze, amit a rendező már nem ismert el sajátjának. A Brüsszeli tizenkettő egyike.

## Cselekmény
A történetben egy kedves lány egy jólelkű ám csúnya fogorvost meghódít, majd a házasság után megváltozik. Kapzsi lesz, elrejti férje pénzét. A fogorvos inni kezd, kénytelen ezért megalázkodni, majd megöli a nőt. Elmenekül az igazságszolgáltatás elől. Egy sósivatagban régi riválisával kerül össze, akit ugyancsak megöl, és végül víz hiányában annak dacára pusztul el, hogy már egy nagy rakás aranya van.
Stroheim filmje arról szól, hogy a pénz utáni hajszában hogyan bontakozik ki az emberi aljasság.
Stroheim keserű pesszimizmussal szemléli az emberiséget. De felháborodása e szenvedélyes kritikájában, amellyel elsősorban a birtokos osztályokat, a dekadens arisztokratákat ostorozza, sohasem fölényes. S van benne szánalom, szinte érzelmes könyörületesség is: egy súlyos sérülés, egy testi hiba, egy nagy szerelem, egy elcsábított lány, sőt a csúf külső nyomán is egyszeriben felszökken Stroheim poklában az együttérzés kék virága. Stroheim embersége éppen ebben különbözik a fölényes és mindent megtagadó anarchizmustól.
Magyarországon a filmet 1926-ban mutatták be, és Hevesy Iván írt róla kritikát a Nyugatban.

## Főszereplők
- Gibson Gowland – Dr. John McTeague, fogorvos
- ZaSu Pitts – Trina, McTeague felesége
- Jean Hersholt – Marcus Schouler, McTeague barátja